# Vovcea Dolîna, Lubnî
Vovcea Dolîna (în ucraineană Вовча Долина) este un sat în comuna Vovciîk din raionul Lubnî, regiunea Poltava, Ucraina.

## Demografie
Componența lingvistică a localității Vovcea Dolîna
     Ucraineană (100%)
Conform recensământului din 2001, toată populația localității Vovcea Dolîna era vorbitoare de ucraineană (100%).